# Happy Go Lucky
「Happy Go Lucky」（ハッピー・ゴー・ラッキー）は、日本のロックバンド、THE HIGH-LOWSの7枚目のシングル。1997年2月14日発売。発売元はキティ。

## 内容
アルバム「Tigermobile」からのシングルカット。
「Happy Go Lucky」は真島昌利が作詞・作曲を手がけた。またこの曲は日産自動車のS14型シルビアCMソングにも起用された。曲名は「行き当たりばったり」を意味する。

## 収録曲目
| 全編曲: THE HIGH-LOWS。 |                        |           |           |      |
| #                       | タイトル               | 作詞      | 作曲      | 時間 |
| 1.                      | 「Happy Go Lucky」     | 真島昌利  | 真島昌利  | 3:08 |
| 2.                      | 「俺のじゃまはするな」 | 真島昌利  | 真島昌利  | 3:30 |
| 合計時間:               | 合計時間:              | 合計時間: | 合計時間: | 6:38 |

## 楽曲解説
1. Happy Go Lucky
日産自動車のS14型シルビアCMソング。
曲中のパーカッションは大島賢治による。
2. 俺のじゃまはするな